# Pronume de întărire
În gramatică, pronumele de întărire este un pronume care precizează prin insistență o persoană la care se referă.
În unele gramatici, pronumele de întărire este tratat aparte, în altele este considerat o subcategorie a pronumelui personal.

## În limba română
În română, pronumele de întărire este compus din pronumele ieșit din uz îns, însă, înși, înse și formele neaccentuate de dativ ale pronumelui personal sau reflexiv -mi, -ți, -și, -ne, -vă, -le. Ca pronume este învechit, ex. Du-te de mori pentru binele moșiei dumitale, cum ziceai însuți (Costache Negruzzi). În limba actuală se folosește numai ca adjectiv pronominal, fiind limitat la registrul elevat al ei.
Pronumele de întărire marchează persoana gramaticală prin al doilea component, iar genul, numărul și cazul prin primul. Formele sale de nominativ-acuzativ sunt:
| Persoană | Număr    | Număr    | Număr    | Număr             |
| Persoană | Singular | Singular | Plural   | Plural            |
| Persoană | Masculin | Feminin  | Masculin | Feminin           |
| -------- | -------- | -------- | -------- | ----------------- |
| I        | însumi   | însămi   | înșine   | însene            |
| II       | însuți   | însăți   | înșivă   | însevă            |
| III      | însuși   | însăși   | înșiși   | înseși sau însele |

Cazul genitiv-dativ este marcat numai la feminin singular: însemi, înseți, înseși.
Adjectivul pronominal de întărire se acordă în gen, număr și caz cu determinatul său. În unele cazuri poate fi antepus sau postpus acestuia, în altele numai postpus. Poate determina:
- un substantiv: A venit învățătoarea însăși, I s-a spus învățătoarei înseși[2];
- un pronume personal: Mi-a spus ea însăși că vine mâine[3];
- un pronume personal de politețe: dumneavoastră înșivă[1];
- pronumele reflexiv accentuat: pe sine însuși[1];
- un pronume demonstrativ: aceasta însăși / însăși aceasta[1];
- un adjectiv posesiv: un portret al tău însuți, în fața noastră înșine[1].

În registrul de limbă curent, pronumele și adjectivul pronominal de întărire sunt înlocuite cu adverbele chiar, tocmai, personal, sau cu adjectivele singur, personal, propriu.

## În alte limbi
Pronumele și adjectivul pronominal de întărire delimitat ca atare se întâlnește în unele gramatici ale limbii engleze sau ale limbii maghiare. În alte gramatici, precum ale limbii franceze sau ale BCMS, există corespondente ale pronumelui și adjectivului de întărire fără să fie delimitate ca atare.

### În limba engleză
În gramatici ale limbii engleze se găsesc numai pronume de întărire delimitate ca rol, dar identice ca forme cu pronumele reflexive. Se compun din pronumele personale și cuvântul self (plural selves) care, independent, are sensul lui „sine” folosit ca substantiv. La persoana a III-a singular deosebesc genurile, inclusiv inanimatul. Se folosesc și în registrul curent. Exemple:
I saw it myself „Am văzut asta cu ochii mei” (literal „eu însumi/însămi”);
Did you do all this electrical wiring yourself? „Ai/Ați făcut toată instalația electrică tu/dumneata singur(ă) / voi/dumneavoastră singur(i)/singură/singure?” (lit. „tu/dumneata însuți/însăți / voi/dumneavoastră înșivă/însevă”);
Walt Disney himself was the voice of Mickey Mouse „Walt Disney însuși a fost vocea lui Mickey Mouse”;
The Queen herself visited the scene „Regina personal a vizitat scena” (lit. „ea însăși”);
The town itself is very ordinary, but it is set in lovely countryside „Orașul în sine este foarte obișnuit, dar este așezat într-un peisaj frumos” (lit. „el însuși”);
We built the garage ourselves „Am construit garajul singuri/singure” (lit. „noi înșine/însene”);
They'll give you one copy back and keep one themselves „Vă vor da înapoi o copie și vor păstra una pentru ei înșiși”.

### În limba maghiară
În gramatici ale limbii maghiare sunt delimitate numai pronume de întărire tratate ca rol fie în cadrul pronumelor reflexive, fie ca o subcategorie a pronumelor personale.
Există pronume de întărire identice ca formă cu cele reflexive. Acestea sunt:
| Număr     | Persoană | Persoană | Persoană |
| --------- | -------- | -------- | -------- |
| Număr     | I        | II       | III      |
| singular: | magam    | magad    | maga     |
| plural:   | magunk   | magatok  | maguk    |

Aceste pronume pot fi folosite în mai multe procedee de scoatere în evidență a persoanei:
- însoțind pronumele personal propriu-zis, în registrul curent: Ő maga intézett el mindent „Chiar el/ea a rezolvat totul” (lit. „el însuși / ea însăși”)[13][6];
- înlocuind pronumele personal propriu-zis, în registrul curent: Maga intézett el mindent „Chiar el/ea a rezolvat totul”[6];
- cu prefixul ön-, în registrul elevat: Szisztémájáról önmaga nyilatkozott „Despre sistemul său a relatat el însuși / ea însăși”[6];
- cu elementul prim de compunere jó-, de la adjectivul jó „bun(ă)”, în registrul elevat: Jómagam nem helyeslem ezt a lépést „Eu însumi/însămi nu aprob acest demers”[14];
- precedat de adjectivul saját „propriu”, în registrul curent: Nem a férjemnek akarok könyvet venni, hanem saját magamnak „Nu pentru soțul meu vreau să cumpăr o carte, ci pentru mine (însămi)”[15].

Pronumele maga etc. poate îndeplini orice funcție sintactică specifică pronumelor personale. În plus, poate fi și atribut, ex. Mindenki a maga igazát bizonygatta „Fiecare își susținea propriul său adevăr”.
Acest pronume poate înlocui și pronumele posesiv când este prevăzut cu sufixul posesiv -é, implicând scoaterea în evidență a persoanei posesorului, ex. Ez az enyém → Ez a magamé „Acesta e al meu / Aceasta e a mea personal”.
În maghiară, în afara cazurilor nominativ și acuzativ, pronumele personale au forme supletive pentru încă douăsprezece cazuri, alcătuite din desinențele cazuale și sufixele personale posesive care corespund adjectivelor posesive din română. Aceste forme cazuale se întăresc formând cuvinte compuse cu formele de nominativ ale pronumelor personale, ex. énnekem „mie însumi/însămi”, tetőled „de la tine însuți/însăți”, őróla „despre el însuși / ea însăși”, tiveletek „cu voi înșivă/însevă”, őbennük „în ei înșiși / ele înseși”. Alte pronume personale exprimând diverse complemente indirecte și circumstanțiale se compun din postpoziții și sufixele personale posesive. Și acestea pot fi întărite prin compunere cu formele de nominativ ale pronumelor personale, ex. temiattad „din cauza ta însuți/însăți”, őszerintük „după părerea lor înșiși/înseși”, énutánam „după mine însumi/însămi”.

### În limba franceză
În general, în gramaticile acestei limbi nu este delimitat pronumele de întărire ca specie sau subspecie de pronume. Pentru întărirea persoanei exprimate printr-un substantiv sau un pronume se folosește adjectivul pronominal même (plural mêmes) invariabil după gen, cu sensul principal „același, aceeași”, considerat nehotărât în gramaticile franceze. Exemple:
J’ai trouvé un appartement le jour même de mon arrivée „Am găsit un apartament chiar în ziua a sosirii mele” (lit. „… în însăși ziua…”);
– Allô ! je voudrais parler au docteur Lenoir. – C’est lui-même „– Alo! aș vrea să vorbesc cu doctorul Lenoir. – Eu sunt” (lit. „Este el însuși”);
À la réunion, il y avait M. Lagarde, M. Dubois et moi-même „La ședință era d. Lagarde, d. Dubois și cu mine” (lit. „… eu însumi/însămi”).
Există și viziunea despre pronumele însoțite de -même ca pronume personale refexive întărite, dat fiind că se referă la subiect. Exemple:
Tu as une fâcheuse tendance à ne penser qu’à toi-même „Ai supărătoarea tendință de a te gândi numai la tine (însuți/însăți)”;
On a acheté ça pour nous-mêmes „Am cumpărat asta pentru noi înșine/însene”;
Vous pouvez le garder pour vous-mêmes „Puteți să-l țineți pentru voi/dumneavoastră (înșivă/însevă)”;
Elles ont tout gardé pour elles-mêmes „Au ținut totul pentru ele (înseși)”.

### În BCMS
În gramaticile limbilor din diasistemul slav de centru-sud (bosniacă, croată, muntenegreană, sârbă) nu se delimitează un pronume și un adjectiv pronominal de întărire. Pentru întărirea persoanei se folosește pronumele și adjectivul considerat nehotărât sam(a) care ca adjectiv calificativ are sensul „singur(ă)”. Însoțește substantive, pronume personale și pronumele reflexiv accentuat, ori se folosește în locul acestor pronume. Exemple:
sr  Sam ne znam „Nici eu nu știu”;
Sami ste krivi „Voi înșivă sunteți vinovați”;
I sama optužena priznaje krivicu „Însăși acuzata își recunoaște vinovăția”;
Ni sam autor se ne seća šta je hteo da kaže „Nici autorul însuși nu-și aduce aminte ce a vrut să spună”.
hr  On sam sebe ne poznaje „Pe sine însuși nu se cunoaște”.